# Tiempos de guerra
Tiempos de guerra es una serie de televisión española creada por Ramón Campos, Teresa Fernández-Valdés y Gema R. Neira y producida por Bambú Producciones para Antena 3. La serie gira en torno a la guerra del Rif, donde personajes como Julia Ballester (Amaia Salamanca) o Carmen Angoloti (Alicia Borrachero) sobreviven entre tanta muerte, con un elenco coral donde destaca una mezcla de actores consagrados como José Sacristán, Carmen Balagué o Alicia Borrachero, que visitó la ciudad en la que trascurre la acción, y actores jóvenes como Amaia Salamanca, Verónica Sánchez, Álex García, Anna Moliner Alicia Rubio o Álex Gadea entre otros muchos. La serie fue rodada por la cadena Antena 3, dentro de las instalaciones de Atresmedia en San Sebastián de los Reyes (Comunidad de Madrid. Algunos exteriores se grabaron en la isla de Tenerife (Islas Canarias).

## Argumento
Julio de 1921. El gobierno español lucha por mantener sus posesiones en el norte de África, en la zona del Rif, donde se enfrenta a grupos autóctonos (rifeños) que se resisten a ser dominados por el Protectorado español de Marruecos. El avance de los sublevados rifeños liderados por Abd el-Krim parece imparable, infligiendo al Ejército Español una dura derrota que se conoce como el Desastre de Annual.
El ejército español realiza una desorganizada retirada mientras son acribillados desde las alturas por los rifeños. Las bajas entre la tropas españolas se cuentan por miles. En los hospitales de Melilla, médicos y enfermeras se entregan a un único objetivo: salvar la vida de los soldados heridos en el frente.
Por orden de la Reina Victoria Eugenia, la Cruz Roja Española envió a un grupo de enfermeras comandadas por la Duquesa de la Victoria, con el fin de instalar hospitales en las zonas del conflicto.

## Reparto

### Reparto principal
- Amaia Salamanca como Julia Ballester y Gómez de Rozas
- Álex García como Fidel Calderón Santacruz
- Anna Moliner como Magdalena Medina
- Verónica Sánchez como Pilar Muñiz de Soraluce
- Cristóbal Suárez como Luis Garcés
- Álex Gadea como Teniente Andrés Pereda
- Vicente Romero como Comandante Silva (Episodio 1 - Episodio 6)
- Alicia Rubio como Verónica Montellano
- Silvia Alonso como Susana Márquez de la Maza
- Daniel Lundh como Larbi Al Hamza
- Federico Pérez Rey como Guillermo Sanesteban
- Nuria Herrero como Raquel Fuentes
- Toni Agustí como Capitán Agustín Somarriba
- Miguel Rellán como Suboficial Dámaso Fuentes
- Alicia Borrachero como Carmen Angoloti y Mesa «Duquesa de la Victoria»
- José Sacristán como Coronel Vicente Ruíz-Márquez

### Reparto recurrente
- Ferrán Rañé como General Ibarra (Episodio 3 - Episodio 4; Episodio 6 - Episodio 12)
- Carmen Balagué como Manuela de la Maza (Episodio 1 - Episodio 13)
- Cuca Escribano como Reina Victoria Eugenia de Battenberg (Episodio 1; Episodio 4; Episodio 6; Episodio 9; Episodio 11; Episodio 13)
- Pepa Rus como Gloria Montellano (Episodio 10 - Episodio 13)
- Pilar Cano como Fernanda Gómez de Agüero (Episodio 6 - Episodio 13)
- Mercè Mariné como Rosario (Episodio 3; Episodio 7; Episodio 13)
- Eusebio Lázaro como Sacerdote (Episodio 13)
- Elio González como Campillo (Episodio 13)
- Rafael Ortiz como Soldado boda (Episodio 13)
- Federico Aguado como Roberto Molina (Episodio 7 - Episodio 12)
- Adryen Mehdi como Rachid (Episodio 1 - Episodio 6; Episodio 11 - Episodio 12)
- Anna Azcona como Aurelia "Leli", madre de Magdalena (Episodio 11 - Episodio 12)
- Álex O'Brien como Sargento (Episodio 11 - Episodio 12)
- David Marcé como Daniel de Zumárraga (Episodio 1; Episodio 4; Episodio 8 - Episodio 11)
- Marc Clotet como Alejandro Prada (Episodio 7 - Episodio 10)
- Samad Madkouri como Sheik (Episodio 10)
- Moussa Echarif como Mufid (Episodio 9 - Episodio 10)
- Ignacio Ysasi como Secretario (Episodio 1; Episodio 5 - Episodio 6; Episodio 10)
- Javier Raya como Herranz (Episodio 10)
- Nabil Karma como Rifeño Jaima (Episodio 10)
- Marcel Borràs como Alférez Pedro Ballester y Gómez de Rozas (Episodio 1 - Episodio 9)
- Aránzazu Duque como Matilde (Episodio 1 - Episodio 9)
- Youssef Bougarovaney como Ahmed (Episodio 1 - Episodio 2; Episodio 4; Episodio 7 - Episodio 8)
- Xurxo Ávila como Sanchís (Episodio 7 - Episodio 8)
- Álex Martínez como Román (Episodio 4 - Episodio 7)
- Manuel Tejera como Soldado Blocao (Episodio 7)
- Enrique Asenjo como Sotelo (Episodio 4 - Episodio 5)
- Antonio Rasposo como Prisionero Axdir (Episodio 1 - Episodio 5)
- Mario Sánchez como Sargento comunicaciones (Episodio 5)
- Víctor Castillo como Herido (Episodio 5)
- Mario Alonso como Soldado (Episodio 3 - Episodio 5)
- Juan Alberto López como Proveedor (Episodio 5)
- Raúl Jiménez como Mendoza (Episodio 1 - Episodio 4)
- Luis de Santa como Comandante Marchena (Episodio 4)
- Nasser Saleh como Abdalá (Episodio 3 - Episodio 4)
- Said Taibi como Rifeño cárcel (Episodio 1 - Episodio 4)
- Oliver Morellón como Sargento (Episodio 2 - Episodio 3)
- Raúl Pulido como Herido baño (Episodio 3)
- Víctor Antolí como Soldado Cabo Primero (Episodio 3)
- Ben Zahra como Vendedor ambulante (Episodio 3)
- Bruno Silva como Soldado (Episodio 1 - Episodio 2)
- Hugo Alejo como Cabo de Guardia (Episodio 2)
- Mohammed Said Lahari como Hakim (Episodio 2)
- Óscar Morchón como Santos (Episodio 2)
- Miguel Ángel Amor como Herido (Episodio 2)
- Mélida Molina como Madre de Julia (Episodio 1)
- Esperanza de la Vega como Madre de Pilar (Episodio 1)
- Néstor Barreto como Soldado (Episodio 1)
- Adam Quintero como Primo Alberto (Episodio 1)
- Angelo Olivier como Padre (Episodio 1)
- Óscar Ramos como Pereda (Episodio 1)
- Íñigo de Lascoiti como Sargento (Episodio 1)
- Carlos Lorenzo como Médico Docker (Episodio 1)

## Episodios y audiencias
| Temporada | Temporada | Episodios | Estreno                  | Final                   | Audiencia media | Audiencia media | Audiencia media |
| Temporada | Temporada | Episodios | Estreno                  | Final                   | Espectadores    | Cuota           |                 |
| --------- | --------- | --------- | ------------------------ | ----------------------- | --------------- | --------------- | --------------- |
|           | 1         | 13        | 20 de septiembre de 2017 | 20 de diciembre de 2017 | 2 306 000       | 15,5%           |                 |

### Primera temporada (2017)
| N.º (serie) | N.º (temp.) | Título                    | Director(es)            | Fecha de emisión         | Audiencia         |
| ----------- | ----------- | ------------------------- | ----------------------- | ------------------------ | ----------------- |
| 1           | 1           | «Destino: África»         | David Pinillos          | 20 de septiembre de 2017 | 2 721 000 (17,5%) |
| 2           | 2           | «Todos son héroes»        | David Pinillos          | 27 de septiembre de 2017 | 2 739 000 (18,6%) |
| 3           | 3           | «Promesa de salvación»    | Manuel Gómez Pereira    | 4 de octubre de 2017     | 2 289 000 (15,1%) |
| 4           | 4           | «Querida Julia»           | Manuel Gómez Pereira    | 11 de octubre de 2017    | 2 157 000 (14,5%) |
| 5           | 5           | «El rescate»              | Eduardo Chapero-Jackson | 18 de octubre de 2017    | 2 293 000 (15,2%) |
| 6           | 6           | «La reina enfermera»      | Eduardo Chapero-Jackson | 25 de octubre de 2017    | 2 128 000 (14,3%) |
| 7           | 7           | «El desquite»             | Manuel Gómez Pereira    | 1 de noviembre de 2017   | 1 998 000 (13,9%) |
| 8           | 8           | «Los que nunca se rinden» | Manuel Gómez Pereira    | 8 de noviembre de 2017   | 2 233 000 (15,6%) |
| 9           | 9           | «El último adiós»         | David Pinillos          | 15 de noviembre de 2017  | 2 206 000 (15,1%) |
| 10          | 10          | «El compromiso»           | David Pinillos          | 22 de noviembre de 2017  | 2 281 000 (15,5%) |
| 11          | 11          | «La verdad por delante»   | Manuel Gómez Pereira    | 29 de noviembre de 2017  | 2 265 000 (15,5%) |
| 12          | 12          | «Sólo tenemos una vida»   | Manuel Gómez Pereira    | 13 de diciembre de 2017  | 2 362 000 (15,7%) |
| 13          | 13          | «Los cañones del Gurugú»  | David Pinillos          | 20 de diciembre de 2017  | 2 305 000 (15,6%) |

### El post de 'Tiempos de Guerra'
| Programas emitidos | Programas emitidos | Programas emitidos | Programas emitidos | Programas emitidos |
| N.º                | Fecha de emisión   | Espectadores       | Cuota de pantalla  |                    |
| ------------------ | ------------------ | ------------------ | ------------------ | ------------------ |
| 1                  | 20/09/2017         | 583 000            | 7,6%               |                    |
| 2                  | 27/09/2017         | 629 000            | 8,6%               |                    |
| 3                  | 04/10/2017         | 586 000            | 7,9%               |                    |
| 4                  | 11/10/2017         | 550 000            | 6,3%               |                    |
| 5                  | 18/10/2017         | 621 000            | 7,8%               |                    |
| 6                  | 25/10/2017         | 476 000            | 6,7%               |                    |
| 7                  | 01/11/2017         | 488 000            | 6,9%               |                    |
| 8                  | 08/11/2017         | 526 000            | 7,5%               |                    |
| 9                  | 15/11/2017         | 521 000            | 7,4%               |                    |
| 10                 | 22/11/2017         | 576 000            | 8,3%               |                    |
| 11                 | 29/11/2017         | 526 000            | 7,9%               |                    |
| 12                 | 13/12/2017         | 535 000            | 7,1%               |                    |
| 13                 | 20/12/2017         | 463 000            | 6,6%               |                    |